# Hamburg-Rissen
Hamburg-Rissen is een onderdeel (Stadtteil) van het district (Bezirk) Hamburg-Altona in de Duitse stad Hamburg, en hoort bij de Elbvororten.
In het zuiden grenst Rissen aan de Elbe, in het noorden aan Appen, Schenefeld en Pinneberg, alle in de deelstaat Sleeswijk-Holstein, in het oosten aan de Hamburgse stadsdelen Sülldorf en Blankenese, en in het westen aan de stad Wedel.
Als je het eilandje Neuwerk in de Elbemonding buiten beschouwing laat is Rissen het meest westelijke deel van de deelstaat Hamburg.
Rissen bevat enkele grote villawijken en ook meerdere natuurgebieden, zoals: het Klövensteen-bosgebied, het Schnakenmoor, het natuurreservaat Wittenbergen, met de vuurtoren, en de Tinsdaler Heide.

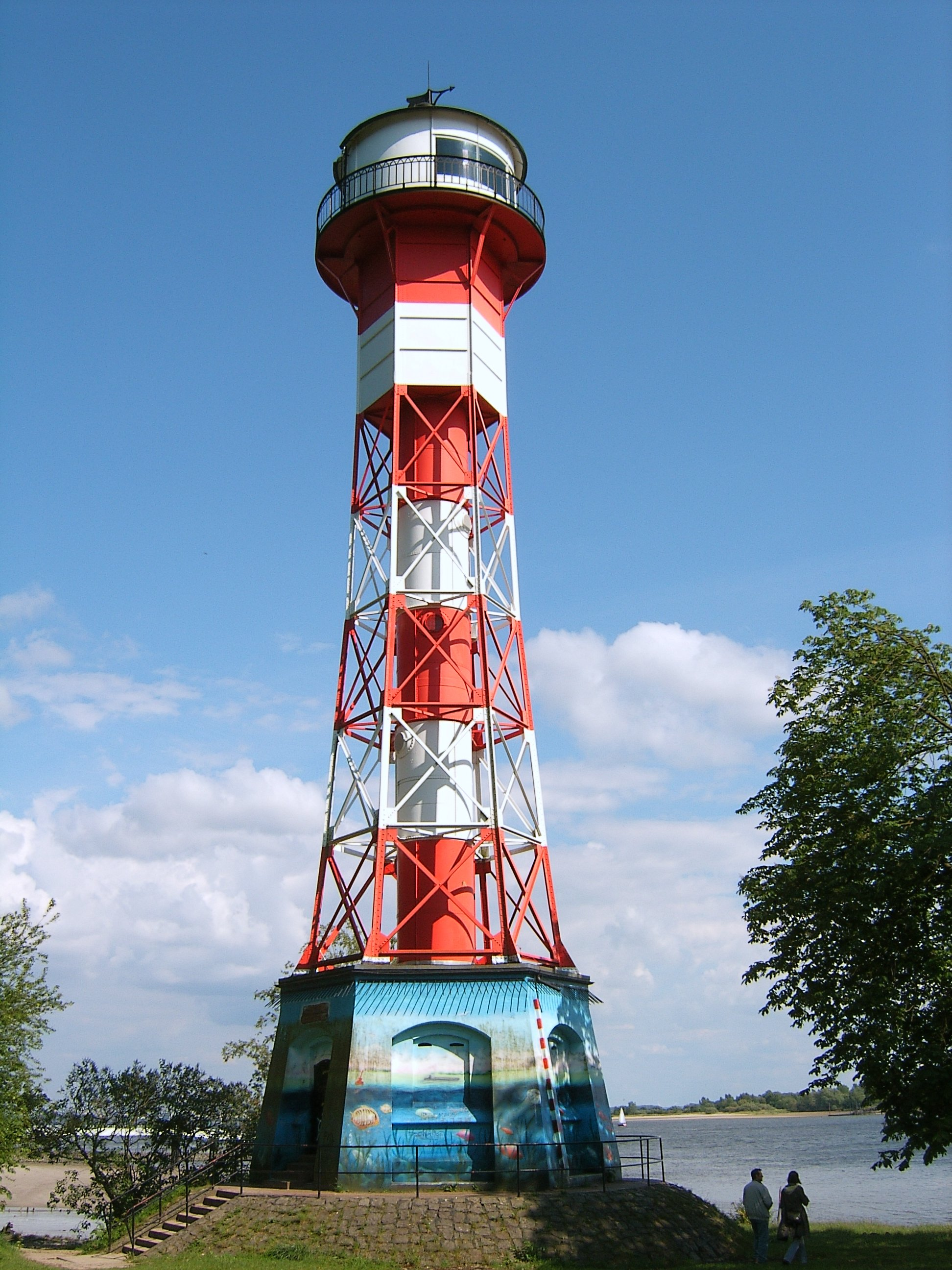
Vuurtoren Wittenberg

Rissen heeft een in 1983 herbouwd S-Bahn-station op de lijn S1.